# Скремблювання
Скремблюва́ння (англ. scrambling — «розбивка за частотами») — обробка і шифрування сигналу таким чином, що він може бути прийнятим тільки приймачем, що оснащений відповідним дешифратором.
Скремблювання — шифрування потоку даних, в результаті якої він виглядає як потік випадкових бітів. Послідовність вхідних бітів шифрується за допомогою згенерованої послідовності шифруючих бітів, де імовірність появи одиниці або нуля однакова. Під час шифрування зберігається можливість дешифрувати послідовність. Стосовно до телекомунікаційних систем скремблювання підвищує надійність синхронізації пристроїв, підключених до протилежних сторонах лінії зв'язку, і зменшує рівень перешкод, випромінюваних на сусідні лінії багатожильного кабелю. Інша область застосування скремблерів - захист переданої інформації від несанкціонованого доступу.
Скремблер (аудіо-скремблер) — програмне забезпечення або апаратний прилад, який виконує скремблювання. 

## Принцип роботи
При скремблюванні генерується псевдовипадкова послідовність (однакова для шифрування і дешифрування) біт. Біт вхідного сигналу що надходить у скремблер додається за модулем 2 з бітом псевдовипадковою послідовності. Після чого біт відправляється на вихід, скремблер бере наступний вхідний біт псевдовипадкової послідовності і вхідної послідовності і повторює операцію. Зворотне перетворення здійснюється в зворотному порядку. Псевдовипадкова послідовність використовується циклічно. Скремблювання застосовується в багатьох сучасних системах цифрового зв'язку (SDH)

## Відмінність від шифрування
Скремблювання - окремий випадок шифрування. З появою блокових алгоритмів шифрувальна актуальність скремблера втрачена. У наш час у скремблера основне завдання — надання послідовності біт псевдовипадкового характеру.